# Dværghjorte
Dværgjorte (Tragulidae) er en familie af firemavedrøvtyggere i ordenen Parrettåede hovdyr (Artiodactyla).
- Familie Dværghjorte (Tragulidae)
  - Slægt Hyemuscus
    - Vanddværghjort Hyemoschus aquaticus

  - Slægt Moschiola
    - Moschiola indica
    - Srilankansk plettet dværghjort Moschiola meminna
    - Moschiola kathygre

  - Slægt Tragulus
    - Asiatisk dværghjort Tragulus javanicus
    - Lille dværghjort Tragulus kanchil
    - Tragulus napu
    - Tragulus nigricans
    - Tragulus versicolor
    - Tragulus williamsoni